# Вершино-Шахтамінське сільське поселення
Верши́но-Шахтамі́нське сільське поселення (рос. Вершино-Шахтаминское сельское поселение) — сільське поселення у складі Шелопугінського району Забайкальського краю Росії.
Адміністративний центр — село Вершино-Шахтамінський.

## Населення
Населення сільського поселення становить 1124 особи (2019; 1468 у 2010, 1763 у 2002).

## Склад
До складу сільського поселення входять:
| Населений пункт             | Населення, осіб (2002) | Населення, осіб (2010) |
| --------------------------- | ---------------------- | ---------------------- |
| Вершино-Шахтамінський, село | 1707                   | 1384                   |
| Середня Шахтама, село       | 56                     | 84                     |